# Margaritifera
Margaritifera — род двустворчатых моллюсков из отряда Unionoida. Населяют чистые пресные ручьи и реки многих стран Северного полушария. Служили объектом промысла для добычи перламутра и речного жемчуга, однако из-за сокращения численности промысел стал нерентабелен.

## Раковина
Раковина удлинённая, сужающаяся к заднему краю. В месте сочленения створок имеются выступы раковины (один на правой створке, два — на левой), образующие замок, который обеспечивает более жёсткое соединение. Толщина створок сильно зависит от жёсткости воды и скорости течения. Наиболее толстые раковины обнаруживаются в ручьях со слабым течением и жёсткой водой. При низком содержании солей образуется более лёгкая раковина, содержащая белковые прослойки между фарфоровым и перламутровым слоями («тульберговские полоски»). Кроме того, в мягкой воде интенсифицируются процессы эрозии раковины, в первую очередь — в области вершины.

## Систематика

### История
Исторически считалось, что в Европе обитает один вид, в Северной Америке — 2-3 вида, на территории России — 14. Попытки проведения ревизии рода на основании морфологических признаков не увенчались успехом. В ходе молекулярно-генетического анализа видов, обитающих на Дальнем Востоке и Забайкалье, на основе анализа фрагментов генов COI и 18S рДНК, а также морфологических данных, 13 видов были сведены в 3: один сугубо континентальный, и два распространены на Курильских островах, Сахалине, Камчатке и в Японии. Морфологически эти виды различаются кривизной максимально выпуклого сечения створок, а также отношением ширины раковины к её максимальной высоте.
До недавнего времени также считалось, что северную часть Европы населяет только один вид рода — европейская жемчужница (Margaritifera margaritifera). В ходе подготовки полного определителя пресноводной малакофауны России русскими зоологами была проведена ревизия некоторых крупных двустворчатых моллюсков, включая раковин европейской жемчужницы из коллекции Зоологического института РАН. В результате применения компараторного метода были выделены 3 морфологические формы, различающиеся по кривизне фронтального сечения створок. Выделенные формы были отнесены к трем видам: наиболее плоская раковина — M. margaritifera, наиболее выпуклая к — M. borealis (Westerlund, 1871) и промежуточная к — M. elongata (Lamarck, 1819). Согласно же исследованию И. С. Сергеевой и соавторов, M. elongata и M. borealis не являются самостоятельными видами, а наблюдаемые различия по признакам между раковинами моллюсков являются проявлением размерной изменчивости M. margaritifera.
Болотов с соавторами в 2013 году попытались доказать принадлежность европейских представителей рода к одному виду. В результате исследования ими был сделан вывод, что виды, заселяющие реки Северной Европы, принадлежат к единственному виду Margaritifera margaritifera.

### Виды
- Margaritifera auricularia

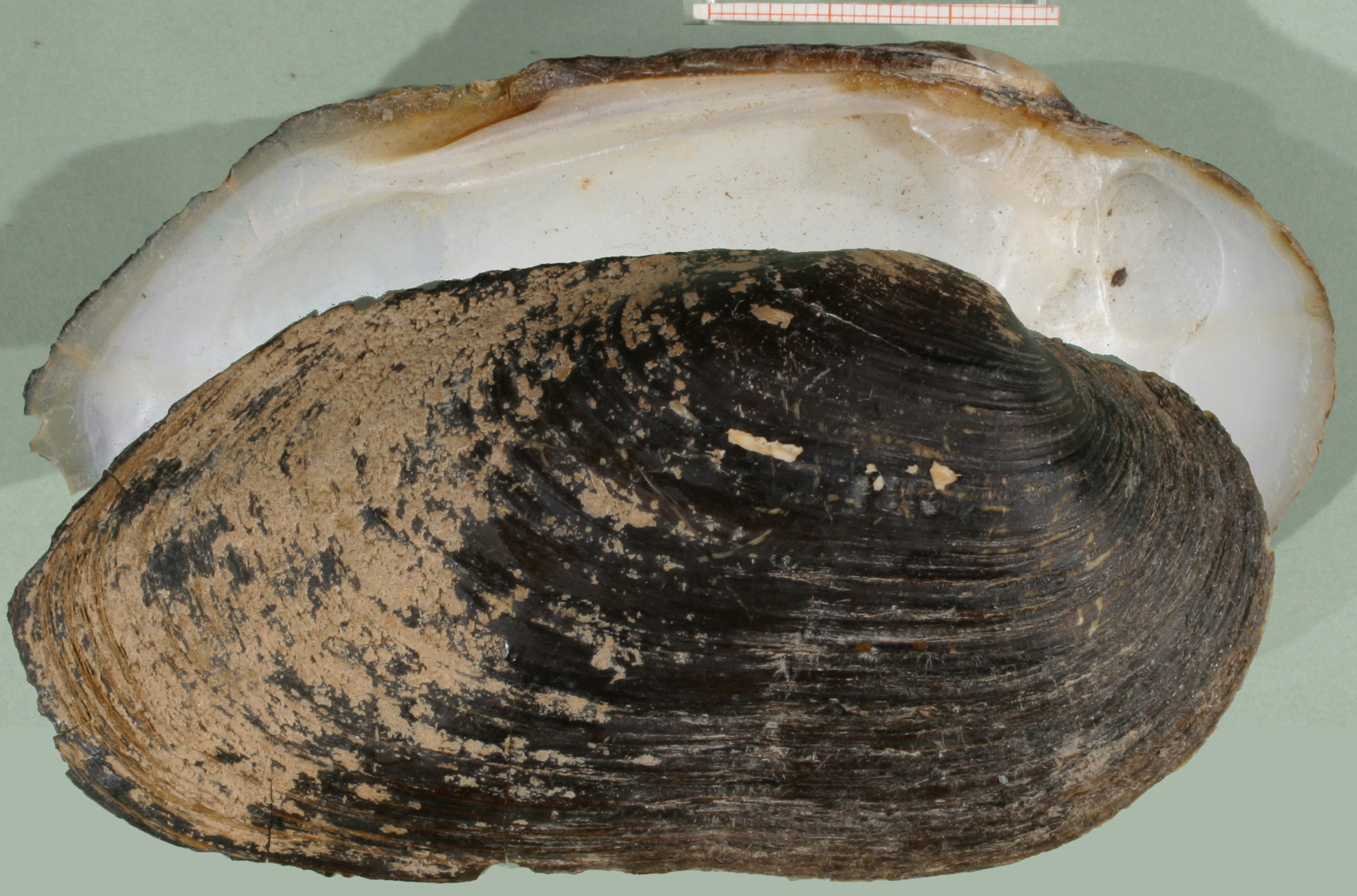
Створки раковины Margaritifera auricularia

- Margaritifera falcata (Gould, 1850)
- Margaritifera hembeli (Conrad, 1838)
- Margaritifera margaritifera (Linnaeus, 1758)
- Margaritifera marrianae R. I. Johnson, 1983